# Laura Trotter
Laura Trotter (n. 9 iunie 1950, Trento, Trentino-Tirolul de Sud, Italia) este o actriță italiană de film și de televiziune.

## Biografie
Născută în Cles, în provincia Trento, dintr-un tată austriac și o mamă florentină.
Și-a făcut debutul în film la mijlocul anilor șaptezeci în filmul Telefoane albe (1976), regizat de Dino Risi, care coincide cu explozia comediei erotice italiene⁠(d) și a filmelor de exploatare.
De asemenea, a fost interpretă de filme B și filme de genul polițist și science fiction, printre care, Mi-e teamă (1977) și Avertismentul (1980) de Damiano Damiani și Coșmar în orașul contaminat (1980) de Umberto. Lenzi.

## Filmografie selectivă
- 1975 Din ce zodie ești? (Di che segno sei?), regia Sergio Corbucci
- 1976 Telefoane albe (Telefoni bianchi), regia Dino Risi
- 1977 Pane, burro e marmellata, regia Giorgio Capitani
- 1977 La presidentessa, regia Luciano Salce
- 1977 Mi-e teamă (Io ho paura), regia Damiano Damiani
- 1978 Eutanasia di un amore, regia Enrico Maria Salerno
- 1980 Avertismentul (L'avvertimento), regia Damiano Damiani
- 1981 Incubo sulla città contaminata, regia Umberto Lenzi
- 1983 Storia di Piera, regia Marco Ferreri
- 1984 În aceeași oală (Tutti dentro), regia Alberto Sordi
- 1992 Le amiche del cuore, regia Michele Placido
- 1998 Monella, regia Tinto Brass